# Nazareno Luna (futbolista)
Nazareno Luna (nacido en Santiago del Estero el 4 de mayo de 1910) fue un futbolista argentino. Se desempeñaba como delantero y debutó con la casaca de Mitre de Santiago del Estero. Compuso una familia de varios hermanos futbolistas, entre los que se destacaron Ramón y Segundo.

## Carrera
Se inició siendo joven en la primera de Mitre de Santiago del Estero, donde jugaba con sus hermanos. Cobró notoriedad junto a ellos al coronarse campeón con la Selección de la Liga Santiagueña (que recibió el sobrenombre de los Peloduros) en la Copa Presidente de la Nación, campeonato de carácter nacional interligas. Marcó un gol en la semifinal ante la Liga Pampeana y estuvo presente en la victoria final ante la Liga Paranaense.
Luna participó en la gira de Atlético Tucumán por Perú en el verano de 1929. En dicha gira el decano se enfrentó a diversos equipos peruanos y a la propia selección peruana, a la cual derrotó por 3 a 1.

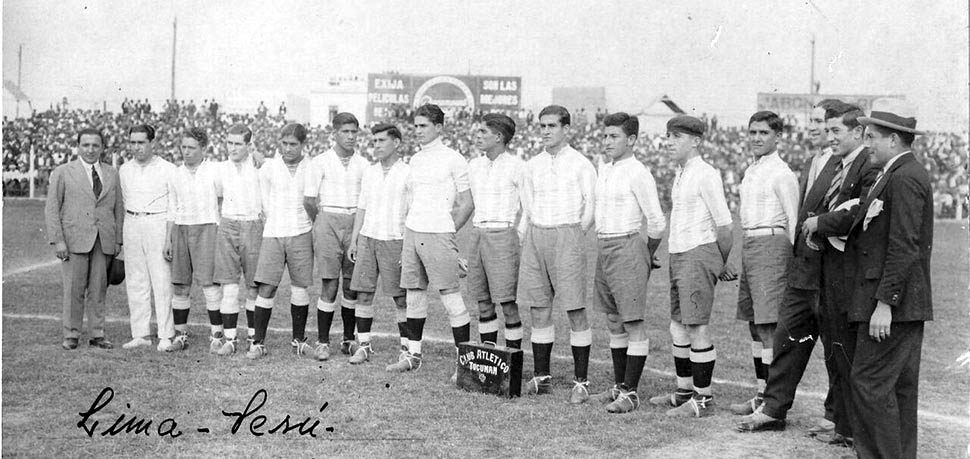
Atlético Tucumán en Lima en 1929.

Esta buena actuación atrajo la atención de Rosario Central, quien lo contrató en 1929; este club, en los años posteriores, hizo lo propio con sus hermanos Ramón y Segundo. En el canalla se consagró campeón de la Copa Nicasio Vila 1930, torneo de primera división de la Liga Rosarina, certamen que disputaba Central con su equipo mayor. Conformó la delantera con futbolistas tales como su hermano Ramón, Luis Indaco, Juan Francia, Pascual Salvia, Gerardo Rivas. Continuó en el cuadro rosarino hasta 1931, año en el que el fútbol se avino al profesionalismo. Luna se hizo presente en el marcador en el primer partido del cuadro de Arroyito de esta etapa, cuando Rosario Central venció 4-0 a Washington el 5 de julio de 1931, en cotejo válido por la primera fecha del Torneo Gobernador Luciano Molinas. Disputó un total de 38 partidos defendiendo la casaca auriazul, marcando 21 goles.

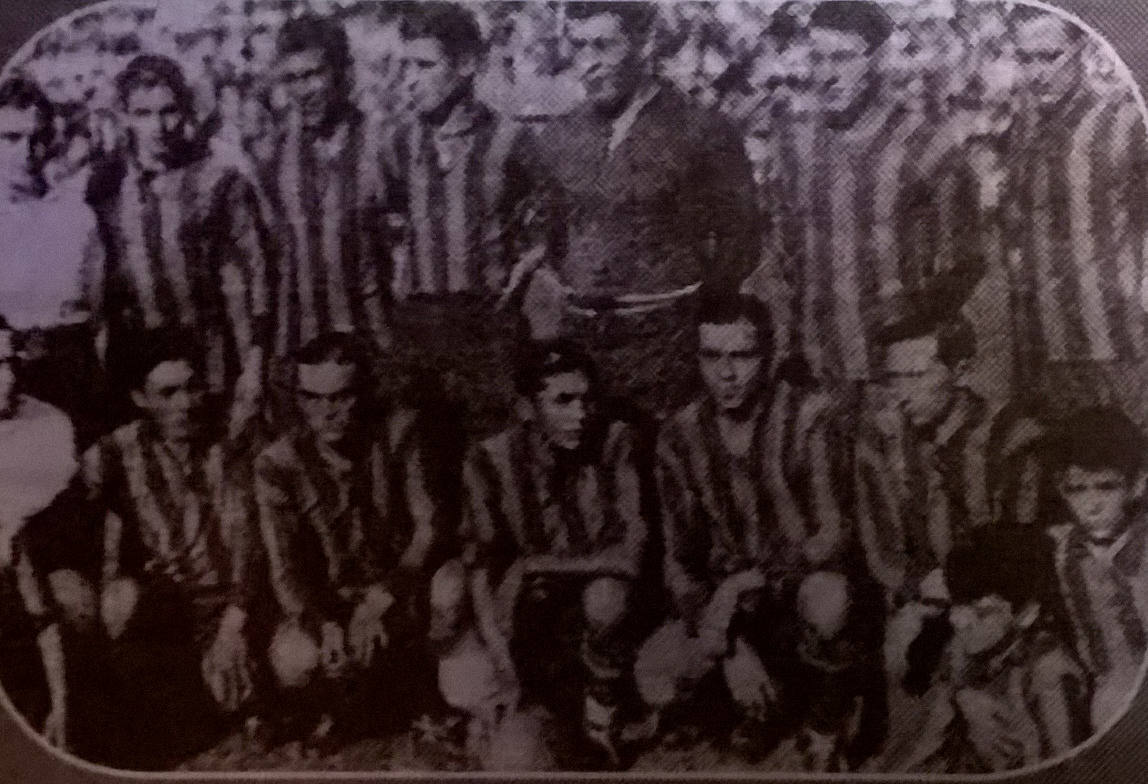
Rosario Central en 1931. Parados: Luis Narvaiz, Teófilo Juárez, Francisco De Cicco, Octavio Díaz, Juan González, Félix Romano; hincados: Nazareno Luna, Pascual Salvia, Ramón Luna, Luis Indaco, Juan Francia.

Su próximo destino fue el fútbol porteño, al fichar por River Plate. Obtuvo el Campeonato de Primera División 1932; en 1935 tuvo su último paso como futbolista en Vélez Sarsfield.

## Clubes
| Club                        | País      | Año       |
| --------------------------- | --------- | --------- |
| Mitre (Santiago del Estero) | Argentina | 1927-1928 |
| Rosario Central             | Argentina | 1929-1931 |
| River Plate                 | Argentina | 1932-1933 |
| Mitre (Santiago del Estero) | Argentina | 1934      |
| River Plate                 | Argentina | 1935      |
| Vélez Sarsfield             | Argentina | 1935      |

## Palmarés

### Campeonatos nacionales
| Equipo                     | País      | Título                       | Año  |
| -------------------------- | --------- | ---------------------------- | ---- |
| Liga Santiagueña de Fútbol | Argentina | Copa Presidente de la Nación | 1929 |
| River Plate                | Argentina | Primera División             | 1932 |

### Campeonatos regionales
| Equipo                       | País      | Título           | Año  |
| ---------------------------- | --------- | ---------------- | ---- |
| Mitre de Santiago del Estero | Argentina | Liga Santiagueña | 1927 |
| Mitre de Santiago del Estero | Argentina | Liga Santiagueña | 1928 |
| Rosario Central              | Argentina | Liga Rosarina    | 1930 |